# Erik Varden
Erik Varden (Sarpsborg, 13 maggio 1974) è un vescovo cattolico norvegese, dal 1º ottobre 2019 prelato di Trondheim, dal 31 agosto 2023 amministratore apostolico di Tromsø e dall'11 settembre 2024 presidente della Conferenza episcopale della Scandinavia.

## Biografia
Erik Varden è nato a Sarpsborg il 13 maggio 1974 da genitori appartenenti alla Chiesa di Norvegia non praticanti. Il 20 luglio successivo è stato battezzato. È cresciuto venti chilometri più a est, nella città di Degernes. Sebbene sua nonna e suo nonno, un pastore protestante, vivessero uno stile di vita profondamente pietistico, i genitori di Varden si erano allontanati dallo stile di vita religioso e vivevano come agnostici. Sua nonna era profondamente religiosa, ma da giovane Erik la vedeva un paio di volte l'anno in quanto vivevano a più di 400 km di distanza.
Nella sua giovinezza Erik Varden ha letto libri spirituali come Siddhartha e Narciso e Boccadoro di Hermann Hesse e inoltre diversi libri di Karen Blixen, come La mia Africa e Il pranzo di Babette. Quest'ultima in molti dei suoi testi sviluppa un tema a tratti sacramentale, cattolico e misterioso. Lo stesso Varden viveva in quello che ha descritto come un ambiente profondamente secolarizzato. Tuttavia, ha cercato con urgenza un significato per la sua vita, mentre allo stesso tempo si è immerso in un ateismo aggressivo che classifica come tipico dell'adolescenza.
È stato solo quando Erik Varden aveva quindici anni che ha avuto il suo primo incontro con Dio. Era sera ed era a casa da solo e aveva deciso di ascoltare la Sinfonia n. 2 di Gustav Mahler. In essa si ascoltano versi come: "Non sei nato invano"; "Non hai vissuto, sofferto, invano" e "Risorgerai e vivrai". Quelle parole pronunciate dal coro sono state come un fulmine. Un tuono che squarciava le tenebre. Una luce fortissima. In un'intervista ha dichiarato: "Era come se il mio cuore, all'improvviso, si aprisse a una certezza, quasi istintiva, che Dio esiste davvero. E alla consapevolezza che portavo, dentro di me, qualcosa che mi superava. Quando la musica è finita sono rimasto paralizzato e ho pensato: Sarà interessante pensarci domani quando questa mia sensazione sarà passata". L'indomani, però, quella certezza rimaneva e, insieme, la ferita sempre aperta. Così è cominciata la sua ricerca.

### Formazione e ministero sacerdotale
Dopo il liceo, Erik si è trasferito in Galles per frequentare l'Atlantic College di Vale of Glamorgan. Ha studiato lì fino al 1992. Nel 1995 ha conseguito un Master of Divinity presso il Magdalene College dell'Università di Cambridge.
A Cambridge andava ogni domenica a messa in una chiesa anglicana e alla fine ha scoperto che i monasteri di cui aveva letto nei romanzi di Hermann Hesse esistevano ancora. Dopo un ritiro di una settimana nell'abbazia di Caldey, Varden ha deciso di diventare cattolico. Nel giugno del 1993 ha ricevuto i sacramenti dell'iniziazione cristiana a Klosterneuburg dall'allora canonico regolare Markus Bernt Eidsvig, oggi vescovo di Oslo.
Ha proseguito gli studi di teologia al St John's College dell'Università di Cambridge e nel 2000 ha conseguito il dottorato in teologia storica con una tesi intitolata "The Principle of Servitude in the Work of Pierre de Bérulle". Dal 2000 al 2002 ha lavorato come ricercatore universitario al St John's e in quel periodo ha trascorso sei mesi come visiting scholar all'École normale supérieure di Parigi.
Nel 2002 ha deciso di entrare all'Ordine dei Cistercensi della stretta osservanza. Il 20 aprile è entrato come novizio nell'abbazia di Mount Saint Bernard a Coalville. Il 15 ottobre dello stesso anno ha ricevuto l'abito monastico. Il 1º ottobre 2004 ha emesso la professione temporanea e il 6 ottobre 2007 quella solenne.
Nell'ottobre del 2009 è stato inviato a Roma per studi. Il 9 settembre 2010 è stato ordinato diacono nell'abbazia di Mount Saint Bernard da monsignor Malcolm Patrick McMahon, vescovo di Nottingham. Nel giugno del 2011 ha conseguito la licenza in scienze ecclesiastiche orientali presso il Pontificio istituto orientale con una dissertazione su L'ascesi della compassione nella Vita Hypatii di Callinico. Il 16 luglio dello stesso anno è stato ordinato presbitero nell'abbazia di Mount Saint Bernard da monsignor Malcolm Patrick McMahon, vescovo di Nottingham.
Per un paio d'anni ha insegnato teologia monastica, lingua siriaca e canto gregoriano al Pontificio ateneo Sant'Anselmo. Ha anche collaborato con il programma scandinavo di Radio Vaticana e in alcune liturgie nelle basiliche romane.
Nel 2013 è tornato nel suo monastero per assumere l'ufficio di superiore ad nutum e il 16 aprile 2015 è stato eletto abate. È stato il primo abate di quel cenobio a non essere nato nelle Isole britanniche.
Ha scritto libri e articoli nel campo della spiritualità cristiana e del monachesimo. È anche un musicista e ha studiato canto gregoriano con la dott.ssa Mary Berry e in seguito ha co-fondato con suor Margaret Truran il Forum del canto nell'abbazia di Stanbrook. Nel 2015 l'abate Varden è stato intervistato dalla dott.ssa Janina Ramirez per un documentario intitolato "Saints and Sinners: Britain's Millennium of Monasteries" trasmesso da BBC Four.

### Ministero episcopale
Il 1º ottobre 2019 papa Francesco lo ha nominato prelato di Trondheim. Avrebbe dovuto ricevere l'ordinazione il 4 gennaio 2020 ma, a causa di un breve periodo sabbatico che ha chiesto e preso e delle restrizioni COVID-19 che ne sono seguite, la cerimonia è stata rinviata. Nel luglio del 2020 è stata comunicata la nuova data per l'ordinazione. Ha ricevuto l'ordinazione episcopale nella cattedrale luterana di Sant'Olav a Trondheim il 3 ottobre 2020 dal vescovo di Oslo Markus Bernt Eidsvig, co-consacranti il prelato di Tromsø Berislav Grgić e il vescovo di Copenaghen Czeslaw Kozon. È stato il primo vescovo cattolico a essere ordinato vescovo nella cattedrale di Trondheim dopo la Riforma protestante. Al termine della celebrazione si è recato nella cattedrale cattolica di Sant'Olav e ha preso possesso della prelatura.
Dal 31 agosto 2023 ricopre anche l'ufficio di amministratore apostolico di Tromsø.
Dall'11 settembre 2024 è presidente della Conferenza episcopale della Scandinavia, nella quale sono riuniti i vescovi di Danimarca, Finlandia, Islanda, Norvegia e Svezia.

## Opere
- Erik Varden, Redeeming Freedom. The Principle of Servitude in Bérulle, Pontificio ateneo Sant'Anselmo, 2011, ISBN 9783830674788.
- Erik Varden, The Shattering of Loneliness, Bloomsbury Publishing, 2018, ISBN 9781472953278.
- Erik Varden, La solitudine spezzata. Sulla memoria cristiana, Qiqajon, 2019,  p. 151, ISBN 9788882275563.
- Erik Varden, Quand craque la solitude, Éditions du Cerf, 2019, ISBN 9782204131919.
- Erik Varden, Påsketro i pesttid en provokasjon, St. Olav forlag, 2021.
- Erik Varden, Heimweh nach Herrlichkeit. Ein Trappist über die Fülle des Lebens, Verlag Herder, 2021, ISBN 9783451820205.
- Erik Varden, Entering the Twofold Mystery. On Christian Conversion, Bloomsbury Publishing, 2022, ISBN 9781472979452.
- Erik Varden, Chastity. Reconciliation of the Senses, Bloomsbury Publishing, 2023, ISBN 9781399411400.
- In uscita[19]: Erik Varden, Healing Wounds. The 2025 Lent Book, Bloomsbury Publishing (USA), 11 febbraio 2025, ISBN 9781399410403.

## Genealogia episcopale
La genealogia episcopale è:
- Cardinale Scipione Rebiba
- Cardinale Giulio Antonio Santori
- Cardinale Girolamo Bernerio, O.P.
- Arcivescovo Galeazzo Sanvitale
- Cardinale Ludovico Ludovisi
- Cardinale Luigi Caetani
- Cardinale Ulderico Carpegna
- Cardinale Paluzzo Paluzzi Altieri degli Albertoni
- Papa Benedetto XIII
- Papa Benedetto XIV
- Papa Clemente XIII
- Cardinale Marcantonio Colonna
- Cardinale Giacinto Sigismondo Gerdil, B.
- Cardinale Giulio Maria della Somaglia
- Cardinale Carlo Odescalchi, S.I.
- Cardinale Costantino Patrizi Naro
- Cardinale Lucido Maria Parocchi
- Papa Pio X
- Papa Benedetto XV
- Arcivescovo Sebastiano Nicotra
- Vescovo Pierre Nommesch
- Vescovo Jacques Mangers, S.M.
- Vescovo John Willem Nicolaysen Gran, O.C.S.O.
- Vescovo Gerhard Schwenzer, SS.CC.
- Vescovo Markus Bernt Eidsvig, C.R.S.A.
- Vescovo Erik Varden, O.C.S.O.